# ۴۹۰ (خورشیدی)
۴۹۰ چهارصد و نودمین سال هجری خورشیدی است.